# How to be a Girl
《How to be a Girl》是安室奈美惠以個人單獨名義在1997年5月21日發行的第10張單曲。

## 簡介
- 安室獲得空前成功的單曲《CAN YOU CELEBRATE?》後的單曲。
- 安室本人出演當時的Bristol-Myers（現為資生堂）的形象歌曲。
- 與關係親密的dos的KABA負責舞蹈亦成為了話題。
- 於地下鐵車廂為時裝秀舞台的PV亦成為話題，PV中安室共有五個造型。
- 本作發售後，安室的單曲總銷量突破了1000萬張。
- 累計出貨量110萬張。

## 主要紀錄
- HEY!HEY!HEY!MUSIC CHAMPPefect Ranking．・3 YEARS BEST 100（95・96・97）第74位
- 1997年Oricon年間單曲榜第23位
- 1997年Oricon年間歌手銷售額第4位

## 收錄曲
作詞：小室哲哉＆MARC　作曲・編曲：小室哲哉
1. How to be a Girl (STRAIGHT RUN)
2. How to be a Girl (ADULT EDUCATION MIX)
3. How to be a Girl (INSTRUMENTAL)

Mixed by Eddie DeLena

Track 2 additional production by Robert Arbittier and Gary Adante (Noisy Neighbors)

## 收錄DVD
- 「181920 films」（VHS、DVD）
- 「181920 films + filmography」（DVD）
- 「BEST CLIPS」（DVD）